# Lema de Artin-Rees
Em matemática, o lema de Artin-Rees é um resultado básico sobre módulos sobre um anel noetheriano, junto com resultados como o teorema da base de Hilbert. Provou-se nos anos 1950 em trabalhos independentes pelos matemáticos Emil Artin e David Rees. Um caso especial era sabido por Oscar Zariski antes do trabalho de Artin e Rees. Uma conseqüência do lema é o teorema da interseção de Krull.
O resultado também é usado para provar a propriedade exata da conclusão